# 945

## Събития
- Първо въстание на древляните. Убит е княз Игор I.

## Починали
- Игор I, княз на Киевска Рус (р. 878 г.)